# 溫博伊島
溫博伊島是巴布亞新幾內亞的火山島，位於巴布亞新幾內亞大陸和新不列顛島，面積930平方公里，海拔高度1,548米，沒有火山爆發的記錄。

## 外部連結

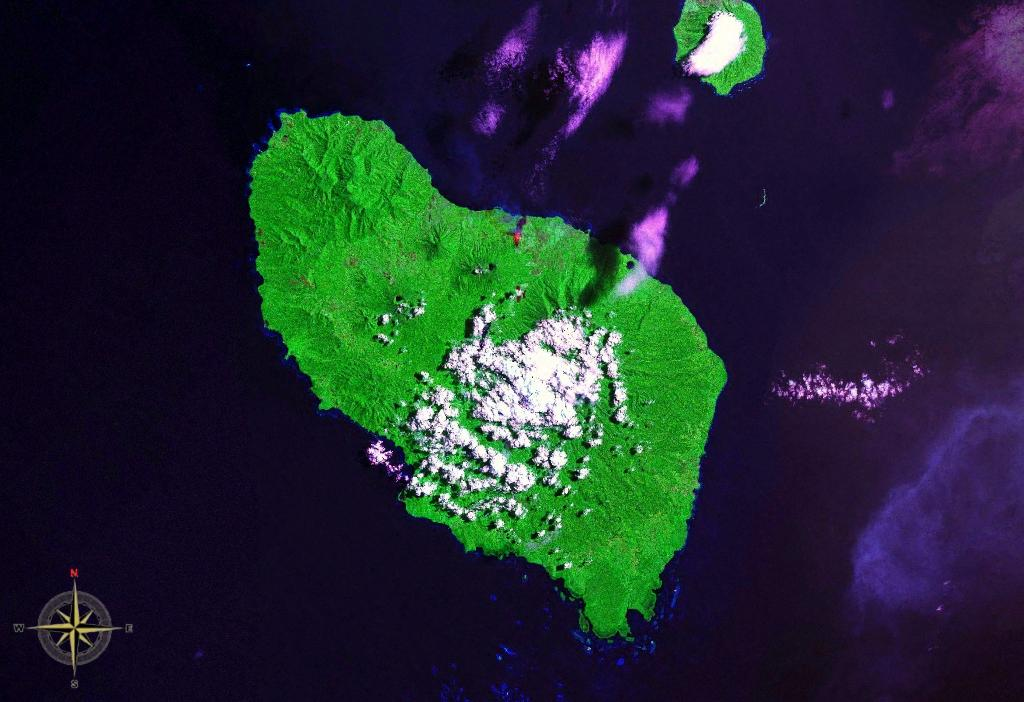
溫博伊島衛星圖片

- Global Volcanism Program: Umboi（页面存档备份，存于）